# Hrabstwo Ngaanyatjarraku
Hrabstwo Ngaanyatjarraku (ang. Shire of Ngaanyatjarraku) – obszar samorządu lokalnego we wschodniej części stanu Australia Zachodnia, przy granicy z Australią Południową i Terytorium Północnym. Liczy 1437 mieszkańców (2011) i 160 733 km² powierzchni. Ponad 84% ludności hrabstwa stanowią Aborygeni. Ośrodkiem administracyjnym jest miasteczko Warburton.